# Kromanjonac
Kromajonac ili kromanjonski čovjek je prethodnik ili podvrsta suvremene ljudske vrste Homo sapiens koja je nastanjivala većinu europskog kontinenta, dio Azije i na sjeveru Afrike Pojavljuju se oko 35.000 godina pr. Kr. To je stariji naziv i većinom se koristi naziv rani moderni europski ljudi. Još je teško točno reći gdje kromanjonci pripadaju u novijoj evoluciji čovjeka.
Naziv je dobio po arheološkom nalazištu Cro-Magnon u Francuskoj. Živjeli su u sojenicama, kolibama i zemunicama. Vodili su fizički težak život.

## Život i karakteristike
Kromanjonci su bili nomadski lovci/sakupljači i imali su razrađene rituale za lov, rođenje i smrt. Artefakti koje su ostavili uključuju rezbarije ljudi i životinja. Simbolično predstavljanje kroz kićenje mrtvih također je postalo uobičajenije u tom razdoblju.
Kromanjonci su bili robusno građeni i jaki te se pretpostavlja da su bili visoki oko 166 do 171 cm. Tijelo im je općenito bilo teško i čvrsto, očito sa snažnom muskulaturom. Čelo je bilo ravno, s blagim obrvama, a lice kratko i široko. Kromanjonci su bili prvi ljudi (rod Homo) koji su imali istaknutu bradu. Kapacitet mozga bio je oko 1600 kubičnih cm, nešto veći od prosjeka za suvremene ljude. Smatra se da su kromanjonci vjerojatno bili prilično visoki u usporedbi s drugim ranim ljudskim vrstama.
Osim infekcije, nekoliko pojedinaca pronađenih u skloništu imalo je spojene kralješke u vratu, što ukazuje na traumatsku ozljedu; odrasla ženka pronađena u skloništu preživjela je neko vrijeme s prijelomom lubanje. Preživljavanje pojedinaca s takvim bolestima pokazatelj je grupne podrške i njege, što je omogućilo zacjeljivanje njihovih ozljeda.
Nastambe kromanjonaca se najčešće nalaze u dubokim špiljama i u plitkim špiljama nastalim nadvišenjima stijena, iako su pronađene primitivne kolibe, naslonjene na stijene ili one koje su u potpunosti izgrađene od kamenja. Kamena skloništa korištena su tijekom cijele godine; čini se da su kromanjonci bili naseljeni narod, koji su se kretali samo kad je bilo potrebno kako bi pronašli novi ulov ili zbog promjena u okolišu.
Teško je odrediti koliko su kromanjonci trajali i što se s njima dogodilo. Vjerojatno su se postupno apsorbirali u europsko stanovništvo koje je došlo kasnije.

## Umjetnost
Poput neandertalaca, kromanjonci su pokopali svoje mrtve. Neki od prvih primjera umjetnosti prapovijesnih naroda su kromanjonci. Kromanjonci su klesali i izvajali male gravure, reljefe i kipiće ne samo ljudi već i životinja. Njihovi ljudski likovi općenito prikazuju velike grudi, široke kukove i često očito trudnice, iz čega se pretpostavlja da su te figure imale značaj u obredima plodnosti. Brojni prikazi životinja nalaze se na pećinskim slikama Cro-Magnon diljem Francuske i Španjolske na mjestima kao što su Lascaux, Eyzies-de-Tayac i Altamira. Smatra se da su te slike imale neki magijski ili ritualni značaj za ljude. Iz detaljnosti slika se zaključilo da su kromanjonci već prethodno eksperimentirali s umjetničkim medijima i oblicima. Ukrašeni alati i oružje pokazuju da su cijenili umjetnost u estetske svrhe, ali i iz vjerskih razloga.